# Ernst Fehrle
Ernst Fehrle (* 26. März 1891; † nach 1945) war ein deutscher Volkskundler, Lehrer und Beamter.

## Leben
Er war der Bruder von Eugen Fehrle (1880–1957), mit dem er häufig verwechselt wird. Nach dem Schulbesuch absolvierte er eine Lehrerbildungsanstalt, die er mit der Reifeprüfung für Schulfremde bestand. Danach studierte er Deutsch, Geschichte und Latein und promovierte 1923 an der Universität Heidelberg. Das Thema seiner Dissertation lautete Garten, Rose und Rosengarten im deutschen Mittelalter. Als Gymnasialprofessor wirkte er zuerst an der Fichte-Schule in Karlsruhe.
1931 trat Ernst Fehrle der NSDAP bei.
In der Zeit des Nationalsozialismus wurde er im Oktober 1933 zum Oberregierungsrat im Kultusministerium in Karlsruhe ernannt. Er war dort Referent für Höhere Schulen. Sein dienstlicher Vorgesetzter war der Ministerialrat Herbert Kraft.
1937 inspizierte er im Beisein des jeweiligen Schulrates die Volksschulen in den Kreisen Villingen, Stockach, Konstanz, Waldshut und Emmendingen. Gegen Ende des Zweiten Weltkrieges, in dem er sich unmittelbar am Schulkampf in Baden beteiligte, stieg er zum Regierungsdirektor auf.
Wegen seiner Parteimitgliedschaft wurde er 1945 aus dem Staats- und Schuldienst entlassen. Im Widerspruchsverfahren wurde er als Mitläufer eingestuft und wieder in den Schuldienst eingestellt. Er zog nach Donaueschingen, wo er Lehrer am Fürstenberg-Gymnasium wurde. Zu seinen dortigen Schülern zählt u. a. der Psychoanalytiker Tilmann Moser.

## Schriften (Auswahl)
- Zwei Volkslieder aus Aasen. In: Mein Heimatland 1 (1914), S. 51–54.
- Schmiedeeiserne Grabkreuze aus Aasen. In: Alemannia 3. F. 4 (Bd. 40), 1912, S. 149–152.
- (mit Eugen Ehrle): Die Flurnamen von Aasen nebst praktischen Anleitungen für eine geplante Sammlung der Flurnamen des ganzen badischen Landes. Im Auftrag der "Badischen Heimat" und unter Mitwirkung des Badischen Flurnamenausschusses. Braun, Karlsruhe 1913.
- Garten, Rose und Rosengarten im deutschen Mittelalter, Heidelberg 1923.
- Die Hitler-Jugend in der Schule. In: Die badische Schule 2 (1935), S. 223ff.